# Arbeitsrecht (Deutschland)
Das deutsche Arbeitsrecht ist ein Rechtsgebiet, das die Rechtsbeziehungen zwischen einzelnen Arbeitnehmern und Arbeitgebern (Individualarbeitsrecht) sowie zwischen den Koalitionen und Vertretungsorganen der Arbeitnehmer und dem Arbeitgeber (Kollektives Arbeitsrecht) regelt.

## Geschichte
Die Arbeit ist bereits seit dem Altertum Gegenstand rechtlicher Regelungen. Im römischen Recht hatte der Dienstvertrag (locatio conductio operarum) jedoch aufgrund der weiter verbreiteten Sklavenarbeit nur eine untergeordnete Rolle. Im Deutschland des Mittelalters tragen Dienstverhältnisse oft personalrechtliche Züge. Obgleich es in bestimmten Gebieten bereits eine echte Kapitalisierung der Arbeit gibt, wird heute die Verbreitung der kapitalistischen Verdinglichung der Arbeit ab der zweiten Hälfte des 18. Jahrhunderts, als der Beginn der Arbeitsrechtsgeschichte angesehen. Die sozialen Missstände der Industrialisierung im 19. Jahrhundert waren Folge der Privatautonomie trotz Ungleichgewichtigkeit der Macht der Vertragspartner. Das erkennend entwickelte sich zum Beispiel der Jugendarbeitsschutz, das Verbot der Kinderarbeit und das Sozialversicherungsrecht, sowie die Abkehr vom Koalitionsverbot (1869). Dieser Entwicklung trug das Bürgerliche Gesetzbuch (BGB) von 1896 jedoch nicht Rechnung, der Dienstvertrag nach §§ 611 ff. BGB wird dort als normaler Austauschvertrag mit weitgehender Privatautonomie geregelt, der personenrechtliche Einschlag des Arbeitsverhältnisses wurde nicht anerkannt.
Mit dem Stinnes-Legien-Abkommen wurden im November 1918 die Weichen für die weitere Entwicklung der Arbeitsverfassung gestellt. Um eine nach dem Rätesystem gegründete sozialistische Republik zu verhindern, waren die Unternehmer zur Anerkennung der Gewerkschaften bereit. § 1 des Abkommens regelte den Vorrang des Tarifvertrags vor dem einzelnen Arbeitsvertrag.

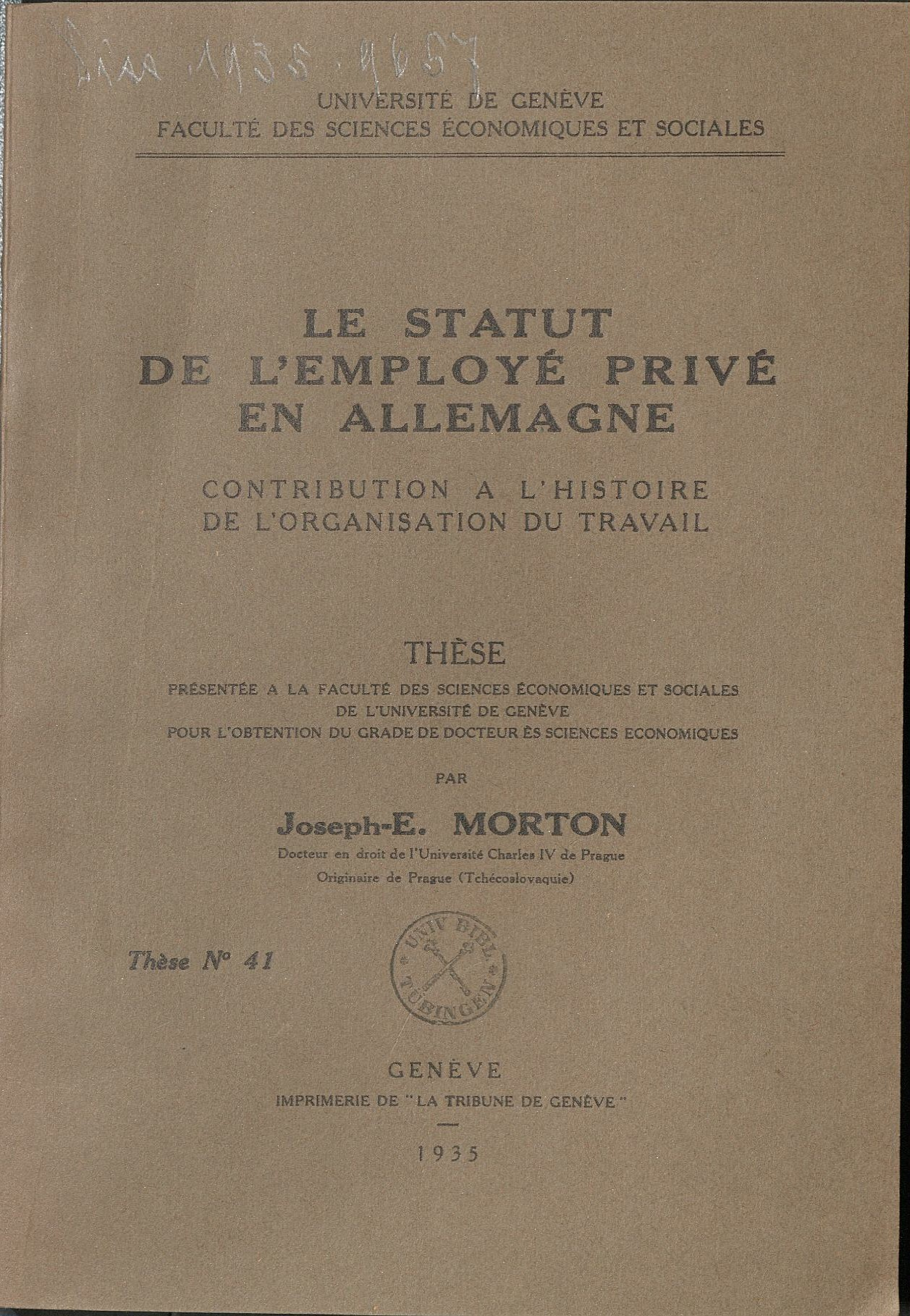
Joseph Edward Mortons Dissertation bei der ILO im Jahr 1935

In der Zeit der Weimarer Republik entstanden weitere Arbeitsschutzgesetze und einige entscheidende Weiterentwicklungen des kollektiven Arbeitsrechts, wie die verfassungsmäßig garantierte Koalitionsfreiheit (Art. 159 Weimarer Verfassung). Um „die revolutionären Tendenzen der Rätebewegung aufzufangen“, wurde in die Verfassung ein Räteartikel (Art. 165) aufgenommen. Er sah „ein dreistufiges Rätesystem vor, dessen Basis die Betriebsräte bilden sollten. Dadurch war die Rätebewegung, die unter dem Schlagwort 'Alle Macht den Räten' die politische und wirtschaftliche Macht im Staat gefordert hatte, in eine wirtschaftliche Interessenvertretung umgewandelt und in die Wirtschaftsverfassung eingebaut worden. Da den Gewerkschaften aber die Kompetenz zur Vereinbarung der Lohn- und Arbeitsbedingungen verfassungsrechtlich garantiert wurde, waren die Arbeiterräte in einem Kernbereich des Arbeitsrechts an den Rand gedrängt. Von dem dreistufigen Rätesystem wurde außerdem nur die unterste Stufe durch das Betriebsrätegesetz vom 4. Februar 1920 verwirklicht.“
1926 wurde die Arbeitsgerichtsbarkeit als neuer Instanzenzug eingerichtet (Arbeitsgerichtsgesetz).
Während der Zeit des Nationalsozialismus (1933–1945) wurde das kollektive Arbeitsrecht wegen Unvereinbarkeit mit dem Führerprinzip abgeschafft, das Arbeitsvertrags- und Arbeitsschutzrecht jedoch weiter ausgebaut. 1934 wurde das von Hans Carl Nipperdey  und Alfred Hueck verfasste „Gesetz zur Ordnung der nationalen Arbeit“ in Kraft gesetzt. Es beseitigte die Reste des Weimarer Arbeitsrechts und verankerte das „Führerprinzip“ in den Betrieben, indem Arbeitnehmer als „Gefolgsleute“ bestimmt wurden.
Nach 1945 wurden die Gewerkschaften wieder zugelassen. Das Kontrollratsgesetz Nr. 22 vom 10. April 1946, das als vorkonstitutionelles Recht in der Bundesrepublik auch nach deren Gründung in Kraft blieb, erlaubte die Bildung von Betriebsräten. Neben diesem Rahmengesetz wurden Landesgesetze erlassen, so dass aufgrund der Zersplitterung eine bundeseinheitliche Regelung notwendig wurde.
„Der Kampf um die Ausgestaltung des Betriebsverfassungsgesetzes vom 11. Oktober 1952 wurde mit großer Erbitterung geführt, nachdem schon im Jahr vorher der Kampf um die Mitbestimmung in den Betrieben des Bergbaus und der Eisen und Stahl erzeugenden Industrie beinahe zu einer Staatskrise geführt hätte.“ Die Gewerkschaften konnten sich mit ihren Vorstellungen für eine „Wirtschaftsdemokratie“ nicht durchsetzen.
Vor allem als erster Präsident des Bundesarbeitsgerichts in Kassel von 1954 bis 1963 konnte Nipperdey seine Ideologie des Arbeitsverhältnisses als eines „personenrechtlichen Gemeinschaftsverhältnisses“ als „herrschende Meinung in Literatur und Rechtsprechung“ in die Nachkriegszeit übertragen. „Rechtsprechung“ hießen dabei die einschlägigen Urteile des BAG unter eben seiner Ägide. Und als „Literatur“ firmierten Lehrmeinungen, die von ihm selbst sowie seinen Mitarbeitern Hueck, Rolf Dietz und Arthur Nikisch vertreten wurden.
Durch diese unabhängig von demokratischen Gesetzen im Wege der „Rechtsfortbildung“ und „Rechtsschöpfung“ durchgesetzten Auffassungen wurde der Umbau des Arbeitsverhältnisses von einem Austausch- zu einem „Gemeinschaftsverhältnis“ erreicht, das die Interessen des Arbeitnehmers unterordnet. Das drückt sich u. a. darin aus, dass – im Widerspruch zur allgemeineuropäischen Rechtsprechung – der politische Streik in der Bundesrepublik als verboten gilt, dass auch
Whistleblowing strafbar ist, hingegen Verdachtskündigungen aufgrund gestörten „Vertrauens“ auf Arbeitgeberseite möglich sind.
Im Mitbestimmungsgesetz von 1976 wurde die Mitbestimmung in Großbetrieben ausgebaut.
In der DDR war das Arbeitsrecht u. a. in einem einheitlichen Arbeitsgesetzbuch geregelt.

## Strukturprinzipien des Arbeitsrechts
Grundlegender Gedanke des Arbeitsrechts ist das strukturelle Ungleichgewicht zwischen Arbeitgeber und -nehmer, das sich politisch unterschiedlich formulieren lässt, aber in der Sache von der herrschenden Ansicht geteilt wird. Schon in der (marxistisch geprägten) Arbeiterbewegung war die gesellschaftliche Analyse vorherrschend, dass die Trennung zwischen Kapital und Arbeit ein Proletariat erzeugt, das nichts außer ihre eigene Arbeitskraft besitzt und sich infolgedessen auf dem Arbeitsmarkt verkaufen muss. Daraus folgt, dass zum einen die Person als Warenform erscheint und sich durch einen der Person anhaftenden Preis definiert und zum anderen Menschen zueinander in Konkurrenz treten und gegebenenfalls auch Arbeitsbedingungen eingehen, mit denen sie nicht einverstanden wären.
Aber auch aus anderen politischen Strömungen ist die Überzeugung maßgeblich, dass der Arbeitgeber in einer besseren Verhandlungsposition steht: Dieser kann in der Regel zwischen mehreren Bewerbern aussuchen und ist nicht wie der Arbeitnehmer in höchstpersönlicher Weise auf das Arbeitsverhältnis angewiesen, da er etwaige Stellen mit anderen Arbeitskräften besetzen könnte. Das Arbeitsverhältnis ist damit von der höchstpersönlichen Erbringung von fremdbestimmter Arbeit geprägt, bei deren Ausführung der Arbeitnehmer stets dem Arbeitgeber weisungsgebunden bleibt. Zudem besteht in der Anbahnung des Arbeitsverhältnisses auch stets eine Informations- und Machtasymmetrie, die zu einer unterlegenen Verhandlungsposition des Bewerbers führt, da dieser potentiell in Verhandlungen für sich selbst ungünstigere Forderungen stellt, um für den Arbeitgeber attraktiver zu werden.
So geht die Arbeitsrechtswissenschaft – unabhängig von der politischen Einbettung – stets vom dargestellten strukturellen Ungleichgewicht aus, das sich in den verschiedenen Normen des Individual- und Kollektivarbeitsrecht widerspiegelt. Arbeitsrecht ist damit in erster Linie Arbeitnehmerschutzrecht. Voraussetzung ist stets, dass ein Arbeitsverhältnis nach § 611a BGB vorliegt, damit die Person auch als Arbeitnehmer qualifiziert wird. Wenn ein Arbeitsverhältnis vorliegt, greifen von sich heraus die arbeitsrechtlichen Vorschriften, ohne dass es eines Nachweis des Ungleichgewichts im Einzelfall bedarf.

## Rechtsquellen
Trotz einiger Bemühungen und der Regelung im Einigungsvertrag (Art. 30), ein Arbeitsgesetzbuch zu schaffen, gibt es bisher noch keine einheitliche Kodifikation des Arbeitsrechts. Regelungen finden sich daher zersplittert u. a. in folgenden Rechtsquellen:
- Europarecht (meist als Richtlinien)
- Deutsche Gesetze:
  - Grundgesetz für die Bundesrepublik Deutschland insb. Art. 9 Abs. 3, Koalitionsfreiheit
  - Bürgerliches Gesetzbuch insbes. §§ 611 ff., Dienstvertrag
  - Gesetz zur Regelung eines allgemeinen Mindestlohns – Mindestlohngesetz
  - Arbeitnehmer-Entsendegesetz
  - Kündigungsschutzgesetz
  - Betriebsverfassungsgesetz und Personalvertretungsgesetze (PersVG – öffentlicher Dienst)
  - Tarifvertragsgesetz
  - Mitbestimmungsgesetze (Montan-MitbestG, MitbestG und DrittelbG) regeln die Beteiligung der Arbeitnehmer am Aufsichtsrat
  - Altersteilzeitgesetz
  - Gewerbeordnung insbes. §§ 105 ff.
  - Handelsgesetzbuch insb. §§ 59 ff. (Handlungsgehilfen und Handlungslehrlinge)
  - Teilzeit- und Befristungsgesetz
  - Wissenschaftszeitvertragsgesetz (WissZeitVG)
  - Entgeltfortzahlungsgesetz
  - Bundesurlaubsgesetz
  - Arbeitszeitgesetz
  - Arbeitnehmerüberlassungsgesetz
  - Arbeitssicherstellungsgesetz
  - Mutterschutzgesetz und Bundeselterngeldgesetz
  - Pflegezeitgesetz und Familienpflegezeitgesetz
  - Nachweisgesetz
  - Arbeitsplatzschutzgesetz
  - Jugendarbeitsschutzgesetz und Kinderarbeitsschutzverordnung
  - Berufsbildungsgesetz sowie Ausbildungsverordnungen der einzelnen Berufe
  - Arbeitsschutzgesetz und Arbeitsstättenverordnung
  - Gesetz über Betriebsärzte, Sicherheitsingenieure und andere Fachkräfte für Arbeitssicherheit (ASiG)
  - Berufskrankheiten-Verordnung
  - Viertes Buch Sozialgesetzbuch insbes. §§ 8, 8a Geringfügige Beschäftigung
  - Neuntes Buch Sozialgesetzbuch, Schwerbehindertenrecht
  - Allgemeines Gleichbehandlungsgesetz (AGG)
  - Gesetz über Arbeitnehmererfindungen zusammen mit der Zweiten Verordnung zur Durchführung des Gesetzes über Arbeitnehmererfindungen
  - Gesetz zur Bekämpfung der Schwarzarbeit und illegalen Beschäftigung (SchwarzArbG)
  - Arbeitsgerichtsgesetz
  - Gesetz über die Statistik der Verdienste und Arbeitskosten (Verdienststatistikgesetz – VerdStatG)
  - Strafgesetzbuch § 291 (Lohnwucher nach BAG, Urteil vom 24. März 2004 - 5 AZR 303/03)
  - Verordnung über die Berechnung, Zahlung, Weiterleitung, Abrechnung und Prüfung des Gesamtsozialversicherungsbeitrages (Beitragsverfahrensverordnung – BVV)
  - diverse Rechtsverordnungen über Mindestarbeitsbedingungen für einzelne Branchen
- Tarifverträge für Branchen sowie Einzelunternehmen
- Betriebsvereinbarungen und Dienstvereinbarungen (öffentlicher Dienst)
- Einzelarbeitsverträge
- nicht das so genannte Richterrecht, da dieses rechtlich nicht bindend und somit keine Rechtsquelle ist. Faktisch kommt dem Richterrecht aber eine große Bedeutung im Arbeitsrecht zu, speziell im gesetzlich völlig ungeregelten Arbeitskampfrecht.[10]

(Zur Rangordnung der unterschiedlichen Rechtsquellen vergleiche Günstigkeitsprinzip sowie Normenpyramide im Arbeitsrecht.)

## Arbeitsvertrag
Ausgangspunkt des Arbeitsrechts ist der Arbeitsvertrag, durch den das Arbeitsverhältnis überhaupt erst begründet wird. Der Arbeitsvertrag ist eingebettet in ein komplexes System arbeitsrechtlicher Regulierungen durch Betriebsvereinbarungen bzw. Dienstvereinbarung (im öffentlichen Dienst), Tarifverträge, nationale Gesetze und Verordnungen sowie durch supranationale EU-Richtlinien und EU-Verordnungen. Auch der Rechtsprechung durch die nationalen Gerichte und den Europäischen Gerichtshof (EuGH) kommt eingeschränkt eine rechtsetzende Funktion zu.
Der Arbeitsvertragist nach deutschem Recht ein Vertrag zur Begründung eines privatrechtlichen Schuldverhältnisses über die entgeltliche und persönliche Erbringung einer Dienstleistung. Der Arbeitsvertrag wird in § 611a BGB geregelt und stellt eine Unterart des Dienstvertrages dar. Werden Arbeitsvertragsbedingungen für eine Vielzahl von Verträgen vorformuliert, unterliegen sie grundsätzlich auch dem Recht der Allgemeinen Geschäftsbedingungen nach §§ 305 ff. ff. BGB. Im Unterschied zum freien Dienstverhältnis ist das durch den Arbeitsvertrag begründete Arbeitsverhältnis von der persönlichen Abhängigkeit des Arbeitnehmers vom Arbeitgeber gekennzeichnet. Der Arbeitnehmer kann im Wesentlichen nicht selbst seine Tätigkeit gestalten und seine Arbeitszeit bestimmen. Er ist vielmehr in die Arbeitsorganisation des Arbeitgebers eingegliedert und unterliegt typischerweise den Weisungen des Arbeitgebers über Inhalt, Durchführung, Zeit, Dauer und Ort der Tätigkeit.
In Einzelfällen können sich schwierige Abgrenzungsschwierigkeiten ergeben, wie z. B. beim Crowdwork.
Sofern das Rechtsverhältnis als Arbeitsverhältnis zu qualifizieren ist, kommen die o. g. arbeitnehmerschützenden Vorschriften zum Tragen, so etwa das Mindestlohngesetz (Deutschland) oder auch das Kündigungsschutzgesetz. Zudem kommen die sozialversicherungsrechtlichen Vorschriften damit regelmäßig zur Anwendung, da diese einen „Beschäftigten“ nach § 7 SGB IV voraussetzen und dieser Begriff weitgehend deckungsgleich ist. Das bedeutet: Wird die Person als Arbeitnehmer qualifiziert, ist diese auch in den Trägern der Sozialversicherung versichert und es müssen entsprechende Sozialversicherungsbeiträge gezahlt werden. Damit werden Arbeitnehmer zusätzlich gegen Alter, Erwerbsunfähigkeit, Krankheit und Unfällen abgesichert.
Die meisten Arbeitsverträge werden einseitig und für eine Vielzahl von Fällen vorformuliert, so dass diese der Kontrolle der Allgemeinen Geschäftsbedingungen nach §§ 305 ff. ff. BGB unterliegen. Auch das ist Ausdruck des strukturellen Ungleichgewichts, da durch die einseitige Vertragsgestaltung eine Situation geschaffen wird, in der Arbeitnehmerinteressen oft nicht angemessen berücksichtigt werden. Die AGB-Kontrolle dient damit dem Arbeitnehmerschutz und soll diesen vor einseitigen Formulierungen schützen.

## Kollektives Arbeitsrecht
Unter dem kollektiven Arbeitsrecht versteht man das Recht der arbeitsrechtlichen Koalitionen (Gewerkschaften und Arbeitgeberverbände), das Tarifvertragsrecht, das Arbeitskampfrecht (Streiks und Aussperrungen) sowie das Mitbestimmungsrecht in Unternehmen und Betrieben. Das kollektive Arbeitsrecht geht von einem Dualismus von Gewerkschaften (Tarifrecht) und den Betriebsräten (Betriebsverfassungsrecht) aus: Gewerkschaften und Arbeitgeberverbände schließen Tarifverträge ab, die kraft Tarifbindung oder einzelvertragliche Einbeziehung für alle Beteiligten gelten. Der Abschluss von Tarifverträgen ist durch die Tarifautonomie in Art. 9 Abs. 3 GG geschützt.
Auf der Ebene des Betriebs handelt der Betriebsrat mit dem Arbeitgeber Betriebsvereinbarungen aus, die Geltung nur für die Arbeitnehmer im Betrieb haben. Inhalt und Umfang von Betriebsvereinbarungen werden durch die im BetrVG genannten Tatbestände der Mitbestimmung in sozialen, personellen und wirtschaftlichen Angelegenheiten bestimmt. Hier bestehen keine Mittel des Arbeitskampfes zur Durchsetzung eigener Interessen, da das Betriebsverfassungsrecht von einer grundsätzlichen vertrauensvollen Zusammenarbeit zwischen Arbeitgeber und Betriebsrat ausgeht nach § 2 Abs. 1 BetrVG. Bei Meinungsverschiedenheiten kann eine Einigungsstelle eingerichtet werden, die durch eine neutrale Person geleitet wird.
Der oben angesprochene Dualismus beinhaltet, dass grundsätzlich keine Maßnahmen des Arbeitskampfes durch die Betriebsparteien vorgenommen werden (§ 77 Abs. 1 BetrVG). Das führt dazu, dass Betriebsräte sich nicht an Streiks beteiligen sollen. Hintergrund ist, dass der Arbeitskampf spezifische Maßnahmen der Tarifvertragsparteien darstellen, die stets auf den Abschluss eines Tarifvertrags gerichtet sein müssen, da ansonsten der notwendige Bezug zur Tarif- und Koalitionsfreiheit in Art. 9 Abs. 3 GG fehlt. Insofern müssen Arbeitskämpfe immer einen Bezug auf Arbeits- und Wirtschaftsbedingungen haben, die durch Tarifvertrag zumindest regelbar sein müssen. Allgemeine politische Streiks ohne einen solchen Bezug sind daher nach der herrschenden Ansicht rechtswidrig und nicht durch Art. 9 Abs. 3 GG geschützt.

### Tarifvertragsrecht
Das Tarifvertragsrecht ist im Tarifvertragsgesetz geregelt. Das Arbeitskampfrecht ist vorwiegend Richterrecht; eine gesetzliche Normierung ist bislang nicht erfolgt. Rechtliche Grundlage des Tarifvertragsrechts sind die Koalitionsfreiheit, Art. 9 Abs. 3 GG und die Tarifautonomie.
Tarifverträge kommen rechtsgeschäftlich durch zwei übereinstimmende Willenserklärungen der Tarifvertragsparteien zustande. Allerdings gelten nach § 4TVG Tarifnormen wie Rechtsnormen, also unmittelbar und zwingend für die Parteien im Geltungsbereich des Tarifvertrags. Darüber hinaus sind Abweichungen nur zu Gunsten des Arbeitnehmers zulässig; Tarifnormen können ferner nicht durch Verzicht, Verwirkung oder Ausschlussfristen ausgehöhlt werden und gelten nach Ablauf der Tarifvertrags weiter, bis eine neue Regelung besteht.

### Unternehmensmitbestimmung
Zu unterscheiden ist die Mitbestimmung der Arbeitnehmer in privaten Betrieben und die Mitbestimmung in Unternehmen. Ein Unternehmen ist ein Rechtsträger (Einzelperson, Gesellschaft, juristische Person), der einen oder mehrere Betriebe führen kann. Betriebe sind organisatorische Einheiten, mittels derer der Unternehmer einen Betriebszweck (z. B.: Produktion, Dienstleistung) zu erfüllen versucht.

### Mitbestimmung im Aufsichtsrat
Die Unternehmensmitbestimmung im Aufsichtsrat ist im Drittelbeteiligungsgesetz, im Mitbestimmungsgesetz und im Montan-Mitbestimmungsgesetz geregelt. Das Drittelbeteiligungsgesetz hat 2004 die Weitergeltung von Teilen des BetrVG von 1952 abgelöst, ohne inhaltliche Änderungen nach sich zu ziehen.

### Betriebsverfassungsrecht
Die betriebliche Mitbestimmung der Arbeitnehmer in privaten Betrieben ist im Betriebsverfassungsgesetz und im Sprecherausschussgesetz geregelt. Sie wird durch Betriebsräte und für die leitenden Angestellten durch Sprecherausschüsse ausgeübt, die von den Arbeitnehmern in freier und geheimer Wahl bestimmt werden.
Der Betriebsrat als solcher ist nicht rechts- und vermögensfähig, sondern ihm wird in den gesetzlich fixierten Tatbestände eine eingeschränkte Rechtsfähigkeit zugesprochen. Die fehlende Vermögensfähigkeit wird durch den Ausgleichsanspruch für laufende Kosten gegen den Arbeitgeber ausgeglichen (§ 40 Abs. 1 BetrVG). Betriebsräte dürfen daher grundsätzlich keine eigene Kasse führen. Der Betriebsrat wird nach außen durch dessen Vorsitzenden vertreten. Mittel zur Durchsetzung des Mitbestimmungsrechts ist in erster Linie die Betriebsvereinbarung, die zusammen mit dem Arbeitgeber geschlossen werden. Diese kommen rechtsgeschäftlich zustande und werden wie Verträge im Zweifel ausgelegt. Die Kompetenzen der Betriebsparteien und damit Inhalt und Umfang der Betriebsvereinbarungen werden durch im BetrVG genannten Tatbestände der Mitbestimmung geregelt. Ein Handeln des Betriebsrat außerhalb dieser Komptenzgrundlagen wäre damit ultra vires.
Die Mitbestimmung besteht in sozialen, personellen und wirtschaftlichen Angelegenheiten. Für alle Tatbestände muss ein kollektiver Bezug als ungeschriebene Voraussetzung vorliegen, so dass die Maßnahme nicht auf das einzelne Arbeitsverhältnis gerichtet sein darf, sondern stets eine Vielzahl an Arbeitnehmer erreichen muss. Der Grad an Mitbestimmung des Betriebsrats ist in sozialen Angelegenheiten am höchsten, denn hier sind die beabsichtichtigten Maßnahmen des Arbeitgebers mitbestimmungspflichtig, also dürfen ohne Zustimmung des Betriebsrats nicht durchgeführt werden. Nach der Theorie der Wirksamkeitsvoraussetzung sind Maßnahmen ohne Zustimmung des Betriebsrats im Individualarbeitsverhältnis rechtswidrig und begründen kein Weisungsrecht des Arbeitgebers.
In personellen Angelegenheiten ist die Mitbestimmung eingeschränkter, so dass bei personellen Einzelmaßnahmen (Einstellung, Versetzung, Ein- und Umgruppierung) der Betriebsrat in Betrieben mit mehr als 20 Arbeitnehmern nur in den gesetzlich genannten Fällen (§ 99 Abs. 2 BetrVG) die Zustimmung verweigern kann und der Arbeitgeber die Maßnahme dennoch vorläufig in dringenden Fällen durchführen kann. Bei allgemeinen personellen Planungen hat der Arbeitgeber den Betriebsrat lediglich zu unterrichten; bei Auswahlrichtlinien wird jedoch die Zustimmung des Betriebsrats benötigt, § 95 BetrVG. Bei beabsichtigten Kündigungen muss der Betriebsrat zwar angehört werden, allerdings hat der Widerspruch des Betriebsrats keine rechtliche Unwirksamkeit der Kündigung selbst zur Folge. Allerdings hat der Arbeitnehmer einen gesetzlichen Weiterbeschäftigungsanspruch, wenn die weiteren Voraussetzungen in § 102 Abs. 5 BetrVG vorliegen.
In wirtschaftlichen Angelegenheiten ist die Mitbestimmung am geringsten: Hier wird ab einer Belegschaftsgröße von mehr als 100 wahlberechtigten Arbeitnehmern ein Wirtschaftsausschuss gebildet, der lediglich über wirtschaftliche Daten unterrichtet wird, aber nicht in die wirtschaftliche Führung des Betriebs selbst eingreift, so dass hier auch keine Mitbestimmungsrechte bestehen. Bei Betriebsänderungen (Schließungen, Verlegungen etc., § 111 BetrVG) muss ein Interessenausgleich zwischen Arbeitgeber und Betriebsrat über die Durchführung und Gestaltung erzielt werden, wenn regelmäßig mehr als 20 Arbeitnehmer im Betrieb beschäftigt sind. Ebenso besteht eine Mitbestimmung mit Blick auf den Sozialplan, bei dem die wirtschaftliche Nachteile für die Arbeitnehmer gemildert oder ausgeglichen werden (oft durch Regelabfindungen).
Die Mitbestimmung steht in einem Spannungsverhältnis zwischen der Eigentumsfreiheit und der Privatautonomie des Arbeitgebers einerseits und der Beteiligung und Mitbestimmung der Arbeitnehmer andererseits. Daher ist die Mitbestimmung in sozialen Angelegenheiten am größten, da hier der Zugriff auf die Person des Arbeitnehmers am intensivsten ist; die Mitbestimmung in personellen und wirtschaftlichen Angelegenheiten ist daher abgeschwächt, da diese prinzipiell die privatautonome Betätigung des Arbeitgebers beeinträchtigt. Vor allem sind wirtschaftliche Angelegenheiten mitbestimmungsfrei, da diese in erster Linie als Ausdruck der unternehmerischen Freiheit zu werten sind.
In Betrieben und Verwaltungen des öffentlichen Dienstes sind Personalvertretungen zuständig, deren Arbeitsgrundlagen für die Bundesverwaltung im Bundespersonalvertretungsgesetz, ansonsten in Personalvertretungsgesetzen der 16 Bundesländer enthalten sind. In kirchlichen Tendenzbetrieben sind Mitarbeitervertretungen aufgrund kirchlichen Arbeitsrechtes tätig.

### Rechtsgrundlagen
Im kollektiven Arbeitsrecht bestehen neben staatlichen Gesetzen Kollektivvereinbarungen als zwingende Rechtsgrundlagen für die erfassten Arbeitsverhältnisse. Das sind einmal branchen- oder unternehmensbezogen die Tarifverträge und betriebsbezogen die Betriebsvereinbarungen (bzw. im öffentlichen Dienst Dienstvereinbarungen).

### Handbücher
- Bundesministerium für Arbeit und Soziales: Übersicht über das Arbeitsrecht / Arbeitsschutzrecht. Januar 2008, ISBN 978-3-8214-7281-2 (Buch mit CD).
- Michael Kittner, Bertram Zwanziger, Olaf Deinert (Hrsg.): Arbeitsrecht. Handbuch für die Praxis. 6. Auflage, Bund-Verlag, Frankfurt am Main 2011, ISBN 978-3-7663-6085-4 (Buch mit CD).
- Heinrich Kiel, Stefan Lunk, Hartmut Oetker (Hrsg.): Münchener Handbuch zum Arbeitsrecht. 4. Auflage. C.H. Beck, München 2019, ISBN 978-3-406-71330-9.
- Rolf Geffken: Umgang mit dem Arbeitsrecht : Handbuch für Beschäftigte : Neuauflage und Altauflage in einem: 40 Jahre Erfahrung mit dem Arbeitsrecht Cadenberg 2019, ISBN  978-3-924621-18-6

### Lehrbücher
- Hans Brox, Bernd Rüthers, Martin Henssler: Arbeitsrecht. 18. Auflage, Kohlhammer Verlag, Stuttgart 2010, ISBN 978-3-17-021515-3.
- Wolfgang Däubler: Arbeitsrecht – Ratgeber für Beruf, Praxis und Studium. 8. Aufl. 2010, Bund-Verlag, Frankfurt a. M., ISBN 978-3-7663-3991-1.
- Wilhelm Dütz & Gregor Thüsing: Arbeitsrecht. 20. Auflage, Beck Juristischer Verlag, München 2015, ISBN 978-3-406-60559-8.
- Monika Hausmann: Die Reaktion auf Willensmängel beim Arbeitsvertragsschluss. Herbert Utz Verlag, München 2008, ISBN 978-3-8316-0809-6.
- Abbo Junker: Grundkurs Arbeitsrecht. 14. Auflage, Verlag C.H. Beck, München 2015, ISBN 978-3-406-61585-6.
- Günter Marschollek: Arbeitsrecht. 18. Auflage, Alpmann Schmidt, Münster 2011, ISBN 978-3-86752-166-6.
- Michael Wollenschläger: Arbeitsrecht. 3. Auflage, Heymanns, Köln 2010, ISBN 978-3-8006-4136-9.

### Kommentare
- Rudi Müller-Glöge, Ulrich Preis, Ingrid Schmidt (Hrsg.): Erfurter Kommentar zum Arbeitsrecht. 19. Auflage. C.H. Beck, München 2019, ISBN 978-3-406-72471-8.
- Martin Henssler, Heinz Josef Willemsen, Heinz-Jürgen Kalb: Arbeitsrecht-Kommentar. 2. Auflage. O. Schmidt, Köln 2006, ISBN 3-504-42658-6.
- Küttner, Jürgen Röller (Hrsg.): Personalbuch 2010. Arbeitsrecht – Lohnsteuerrecht – Sozialversicherungsrecht (Kommentierung nach Stichworten), 17. Auflage, München 2010, Verlag C.H. Beck, ISBN 978-3-406-57813-7.
- Wolfgang Däubler, Birger Bonin, Olaf Deinert: AGB-Kontrolle im Arbeitsrecht (Kommentierung zu den §§ 305-310 BGB), 3. Auflage, München 2010, Verlag Franz Vahlen, ISBN 978-3-8006-3772-0.
- Peter Wedde (Hrsg.): Arbeitsrecht. Kompaktkommentar zum Individualarbeitsrecht mit kollektivrechtlichen Bezügen. 2. Auflage. Bund-Verlag, Frankfurt am Main 2010, ISBN 978-3-7663-3995-9.

### Zur Geschichte
- Reinhard Richardi: Arbeitsrecht im Wandel der Zeit – Chronik des deutschen Arbeitsrechts. Beck, München 2019, ISBN 978-3-406-74304-7 (194 S.).

### Zeitschriften
- Arbeit und Arbeitsrecht (AuA), Zeitschrift für das Personal-Management, Huss-Medien GmbH, ISSN 0323-4568.
- Arbeit und Recht (AuR), Deutsches und Europäisches Arbeitsrecht. Bund-Verlag, ISSN 0003-7648.
- Arbeitsrechtliche Entscheidungen, Zeitschrift der Arbeitsgemeinschaft Arbeitsrecht des Deutschen Anwaltvereins, ISSN 1619-6600
- Fachanwalt Arbeitsrecht (FA), Zeitschrift für die beratende und die gerichtliche Praxis. Luchterhand, ISSN 1434-4602.
- Neue Zeitschrift für Arbeitsrecht (NZA). Verlag C.H. Beck, ISSN 0943-7525.
- Neue Zeitschrift für Arbeitsrecht - Rechtsprechungs-Report Arbeitsrecht (NZA-RR). Verlag C.H. Beck, ISSN 0949-7137.
- Recht der Arbeit (RdA), Zeitschrift für die Wissenschaft und Praxis des gesamten Arbeitsrechts. Verlag C.H. Beck, ISSN 0342-1945.
- Zeitschrift für Arbeitsrecht (ZFA). Carl Heymanns Verlag, ISSN 0342-328X.